# Diciembre 2001
Diciembre 2001 és una minisèrie de televisió per internet de suspens i drama polític argentina original de Star+. La trama relata els esdeveniments succeïts a l'Argentina durant la crisi de desembre del 2001. És protagonitzada per Luis Luque, Diego Cremonesi, Nicolás Furtado, Jean Pierre Noher, Luis Machín, César Troncoso, Fernán Mirás, Jorge Suárez, Manuel Callau, Cecilia Rossetto, Manuel Vicente, Alejandra Flechner, Vando Villamil, Ludovico Di Santo, Malena Solda i Sergio Prina. La sèrie es va estrenar el 7 de juny de 2023.

## Argument
La sèrie segueix a Javier Cach (Diego Cremonesi), un militant polític que s'exerceix com a assessor de la Prefectura de Gabinet durant el govern de l'Aliança, període en el qual el país degué enfrontar les conseqüències d'una de les pitjors crisis econòmiques, polítiques i socials de la seva història, la qual cosa va produir la renúncia d'un president de manera anticipada, en el mitjà d'un estat de setge amb desenes d'argentins morts, l'excepcionalitat històrica de l'assumpció de cinc presidents en una setmana, i la limitació a l'accés als estalvis abans de la caiguda de l'Aliança, i els “cacerolazos” en diferents punts del país.

## Repartiment
- Luis Luque com Chrystian Colombo
- Diego Cremonesi com Javier Cach
- Nicolás Furtado com Franco Musciari
- Jean Pierre Noher com Fernando de la Rúa
- Luis Machín com Domingo Cavallo
- César Troncoso com Eduardo Duhalde
- Fernán Mirás com Carlos "Chacho" Álvarez
- Jorge Suárez com Adolfo Rodríguez Saá
- Manuel Callau com Raúl Alfonsín
- Cecilia Rossetto com Inés Bruno
- Manuel Vicente com Ramón Puerta
- Alejandra Flechner com Hilda "Chiche" Duhalde
- Vando Villamil com Carlos Ruckauf
- Ludovico Di Santo com Antonio de la Rúa
- Malena Solda com Silvana
- Sergio Prina com Héctor "El Toba" García
- Abián Vainstein com Diego Guelar
- Daniel Alvaredo com Ricardo López Murphy
- Gabriel Almirón com Luis D'Elia

## Episodis
| Núm. | Títol                         | Direcció       | Guió         | Data d'emissió original |
| ---- | ----------------------------- | -------------- | ------------ | ----------------------- |
| 1    | «El principio del fin»        | Benjamín Ávila | Mario Segade | 7 de juny de 2023       |
| 2    | «La plata no llega»           | Benjamín Ávila | Mario Segade | 7 de juny de 2023       |
| 3    | «Más vale malo conocido»      | Benjamín Ávila | Mario Segade | 7 de juny de 2023       |
| 4    | «Diciembre 2001»              | Benjamín Ávila | Mario Segade | 7 de juny de 2023       |
| 5    | «El fin y el principio»       | Benjamín Ávila | Mario Segade | 7 de juny de 2023       |
| 6    | «¿Todos unidos triunfaremos?» | Benjamín Ávila | Mario Segade | 7 de juny de 2023       |

## Desenvolupament

### Producció
Al juny de 2021, es va informar que la productora Kapow desenvoluparia una sèrie basada en el llibre El palacio y la calle de Miguel Bonasso, on narrarien una ficció sobre la crisi política i econòmica que va travessar la República Argentina al desembre del 2001. Aquest mateix mes, es va anunciar que Mario Segade seria el responsable d'adaptar el llibre als guions i que la sèrie seria estrenada per la plataforma de streaming de Star+ en 2022, encara que després aquesta data va ser retardada fins al 2023. Al juliol d'aquest any, es va comunicar que Benjamín Ávila seria l'encarregat de dirigir els episodis de la sèrie.

### Rodatge
La sèrie va iniciar les seves filmacions al juliol de 2021 al Palacio Sans Souci, situat a Buenos Aires. Les gravacions també van tenir lloc a la Casa Rosada i el Congrés de la Nació Argentina.

### Càsting
El 14 de juny de 2021, es va anunciar que Nicolás Furtado, Luis Luque, Jorge Suárez, Luis Machín i Cecilia Rossetto s'havien unit a l'elenc principal de la sèrie. Poc després, es va comunicar que Ludovico Di Santo, Diego Cremonesi, Jean Pierre Noher, Alejandra Flechner, Manuel Callau, Manuel Vicente, Vando Villamil i César Troncoso també formarien part de l'elenc.

## Premis i nominacions
| Llista de premis i nominacions | Llista de premis i nominacions | Llista de premis i nominacions            | Llista de premis i nominacions | Llista de premis i nominacions | Llista de premis i nominacions |
| Any                            | Organització                   | Categoria                                 | Nominat/a(s)                   | Resultat                       | Ref(s)                         |
| ------------------------------ | ------------------------------ | ----------------------------------------- | ------------------------------ | ------------------------------ | ------------------------------ |
| 2023                           | Produ Awards                   | Millor sèrie adaptació                    | Diciembre 2001                 | Pendent                        | [ 14 ]                         |
| 2023                           | Produ Awards                   | Millor sèrie històrica, social i política | Diciembre 2001                 | Pendent                        | [ 14 ]                         |
| 2023                           | Premis Cóndor de Plata         | Millor minisèrie o unitari                | Diciembre 2001                 | Nominat                        | [ 15 ] [ 16 ]                  |
| 2023                           | Premis Cóndor de Plata         | Millor direcció                           | Benjamín Ávila                 | Nominat                        | [ 15 ] [ 16 ]                  |
| 2023                           | Premis Cóndor de Plata         | Millor actor protagonista en drama        | Diego Cremonesi                | Nominat                        | [ 15 ] [ 16 ]                  |
| 2023                           | Premis Cóndor de Plata         | Millor actor protagonista en drama        | Jean Pierre Noher              | Nominat                        | [ 15 ] [ 16 ]                  |
| 2023                           | Premis Cóndor de Plata         | Millor actor de repartiment en drama      | Luis Machín                    | Guanyador                      | [ 15 ] [ 16 ]                  |
| 2023                           | Premis Cóndor de Plata         | Millor actor de repartiment en drama      | César Troncoso                 | Nominat                        | [ 15 ] [ 16 ]                  |
| 2023                           | Premis Cóndor de Plata         | Millor actriu de repartiment en drama     | Alejandra Flechner             | Guanyador                      | [ 15 ] [ 16 ]                  |
| 2023                           | Premis Cóndor de Plata         | Millor guió adaptat                       | Mario Segade                   | Nominat                        | [ 15 ] [ 16 ]                  |
| 2023                           | Premis Cóndor de Plata         | Millor direcció de fotografia             | Christian Cottet               | Nominat                        | [ 15 ] [ 16 ]                  |
| 2023                           | Premis Cóndor de Plata         | Millor muntatge                           | Gustavo Macri                  | Nominat                        | [ 15 ] [ 16 ]                  |
| 2023                           | Premis Cóndor de Plata         | Millor direcció d’art                     | Cristina Nigro                 | Nominat                        | [ 15 ] [ 16 ]                  |
| 2023                           | Premis Cóndor de Plata         | Millor disseny de vestuari                | Ruth Fischerman                | Nominat                        | [ 15 ] [ 16 ]                  |
| 2023                           | Premis Cóndor de Plata         | Millor música original                    | Pedro Onetto                   | Nominat                        | [ 15 ] [ 16 ]                  |
| 2023                           | Premis Cóndor de Plata         | Millor maquillatge i perruqueria          | Marisa Amenta y Sandra Cerdán  | Nominat                        | [ 15 ] [ 16 ]                  |
| 2023                           | Premis Cóndor de Plata         | Millor disseny de so                      | José Caldararo                 | Nominat                        | [ 15 ] [ 16 ]                  |
| 2023                           | Premis Cóndor de Plata         | Millor direcció de càsting                | Ernesto y Gabriel Villegas     | Nominat                        | [ 15 ] [ 16 ]                  |
| 2023                           | Premis Cóndor de Plata         | Premi del público BA audiovisual          | Diciembre 2001                 | Nominat                        | [ 15 ] [ 16 ]                  |